# Sender Regensburg-Ziegetsberg
Der Sender Regensburg-Ziegetsberg im Regensburger Stadtbezirk Kumpfmühl-Ziegetsdorf-Neuprüll ist ein von 1974 bis 1976 errichteter Fernmeldeturm (Typenturm von Typ FMT 1) der Deutschen Telekom. Der heutige Turm ersetzte einen 1961 erbauten 128 Meter hohen Stahlturm, dessen Aufnahmefähigkeit schon zu Beginn der 1970er Jahre erschöpft war.
Bis Dezember 2007 hatte der Fernmeldeturm Regensburg-Ziegetsberg eine Höhe von 154 Metern, wovon 135 Meter auf den Betonschaft entfielen, dessen Durchmesser von 7,7 Meter auf 2 Meter abnahm. Durch den Wegfall der analogen Ausstrahlung der öffentlich-rechtlichen Fernsehprogramme (BR, ZDF) und der privaten Fernsehprogramme (ProSieben, RTL, Sat.1, Tele 5), zugunsten der Umstellung auf DVB-T, wurde die knapp 7 Tonnen schwere und ca. 20 Meter hohe Spitze entfernt. Die aktuelle Höhe liegt somit bei 140 Meter.
Die Hörfunkprogramme des Bayerischen Rundfunks, sowie die öffentlich-rechtlichen digitalen Fernsehprogramme (DVB-T) werden vom Senderstandort Hohe Linie ausgestrahlt.
Der Fernmeldeturm besitzt in 75 Meter bis 83 Meter Höhe eine Kanzel. Ursprünglich war geplant, in dieser einen touristischen Bereich einzurichten, doch wurde dies aus Kostengründen nicht realisiert.
Von 16. Januar 2003 bis 4. April 2003 wurde über eine am Turmschaft angebrachte Langdrahtantenne auf der Frequenz 819 kHz mit einer Leistung von 5 kW das Programm von Megaradio abgestrahlt. Nach Einstellung des Betriebs des Senders wurde diese Antenne wieder demontiert.
Bis Mitte der 1990er Jahre wurde der Sendeturm als AM-TV-Knoten benutzt.

## Frequenzen und Programme

### Analoges Radio (UKW)
Ùber UKW werden sieben Programm ausgestrahlt.
| Frequenz (in MHz) | Programm                   | RDS PS   | Regionalisierung | ERP (in kW) | Antennendiagramm rund (ND)/gerichtet (D) | Polarisation horizontal (H)/vertikal (V) |
| ----------------- | -------------------------- | -------- | ---------------- | ----------- | ---------------------------------------- | ---------------------------------------- |
| 89,7              | Gong FM                    | GONG FM  | Regensburg       | 0,3         | D                                        | H                                        |
| 91,1              | Klassik Radio              | KLASSIK  | Bayern           | 0,3         | ND                                       | H                                        |
| 95,5              | DLF                        | Dlf      | -                | 0,2         | D                                        | H                                        |
| 98,2              | Radio Charivari Regensburg | CHARVARI | -                | 0,3         | D                                        | H                                        |
| 103,0             | Antenne Bayern             | ANTENNE  | -                | 25          | ND                                       | H                                        |
| 107,5             | egoFM                      | egoFM    | -                | 0,32        | ND                                       | H                                        |

## Ehemalige Frequenzen

### Digitales Radio (DAB)
DAB lief bis Januar 2010 im Testbetrieb und war ein Pilotprojekt der Bayern Digital Radio:.

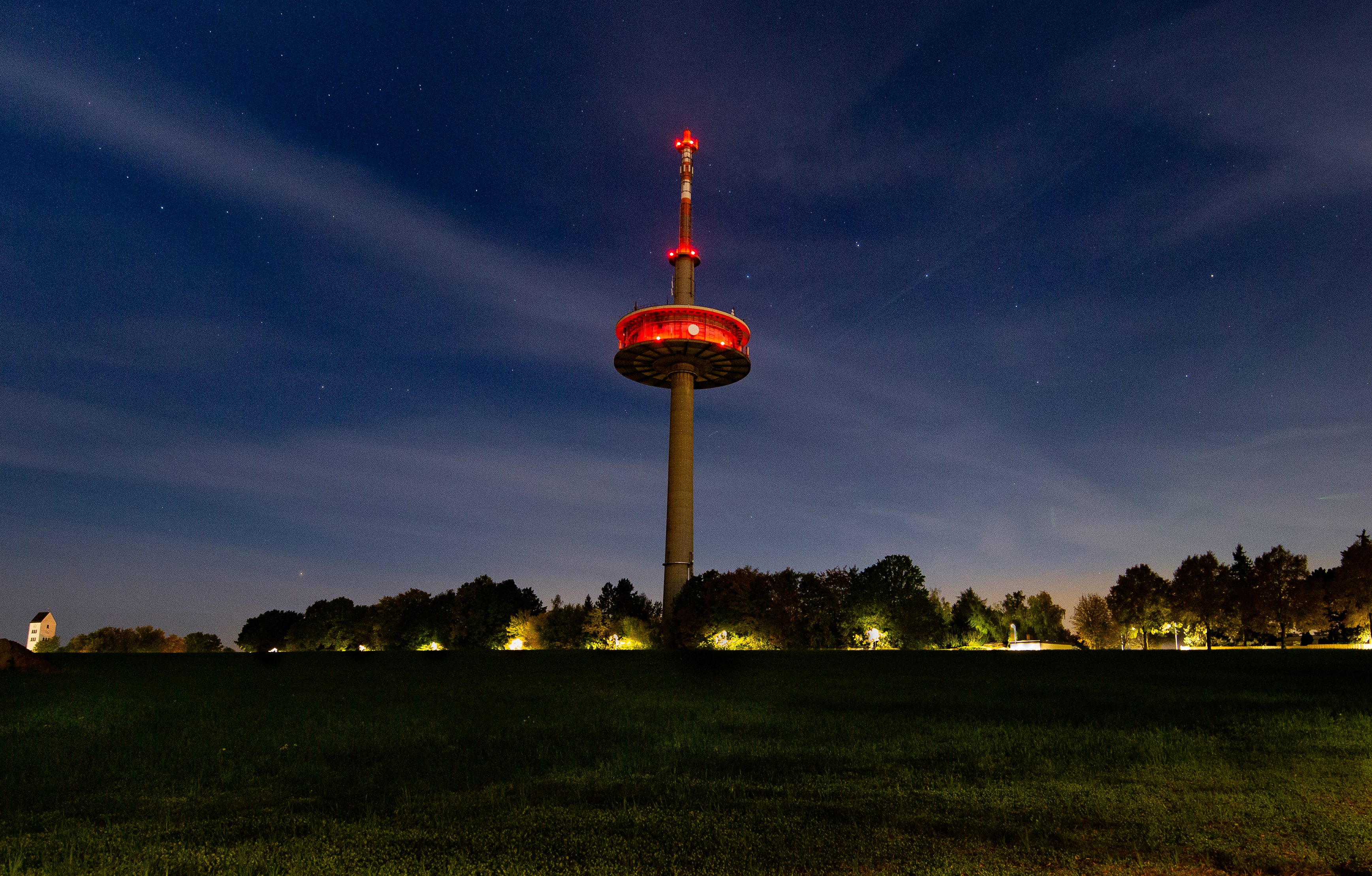
Die Turm bei Nacht

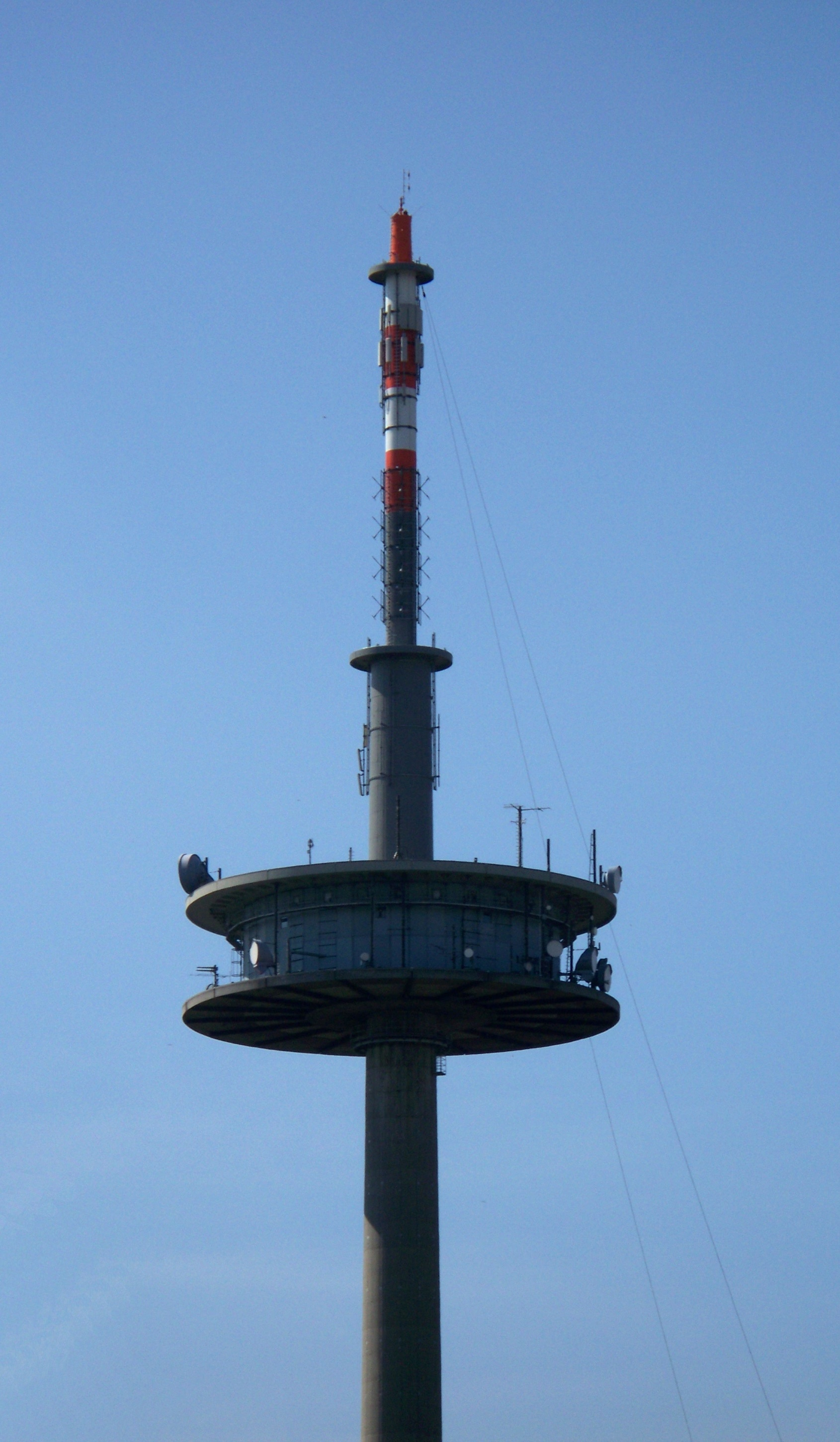
Detailansicht

| Block                                       | Programme                                                 | ERP (in kW) | Antennendiagramm rund (ND)/gerichtet (D) |
| ------------------------------------------- | --------------------------------------------------------- | ----------- | ---------------------------------------- |
| 12A Regensburg [miFriends-DMB-Pilotprojekt] | - Rmobil - Mobile Media Mix - Rock Antenne 2 go - gong fm | 0,6         | D                                        |

### Analoges Fernsehen
Fernsehen wird seit der Umstellung auf DVB-T im Raum Regensburg nicht mehr vom Sender Ziegetsberg ausgestrahlt – bis dahin wurden die folgenden sieben analogen Sender ausgestrahlt.
| Ehemalige Daten | Ehemalige Daten | Ehemalige Daten                            | Ehemalige Daten | Ehemalige Daten                        | Ehemalige Daten                           |
| Kanal           | Frequenz (MHz)  | Programm                                   | ERP (kW)        | Sendediagramm rund (ND)/ gerichtet (D) | Polarisation horizontal (H)/ vertikal (V) |
| --------------- | --------------- | ------------------------------------------ | --------------- | -------------------------------------- | ----------------------------------------- |
| 21              | 471,25          | ZDF                                        | 370             | ND                                     | H                                         |
| 24              | 495,25          | ProSieben                                  | 0,16            | ND                                     | H                                         |
| 34              | 575,25          | RTL Television (Regensburg)                | 5               | ND                                     | H                                         |
| 38              | 607,25          | DSF                                        | 5               | ND                                     | H                                         |
| 42              | 639,25          | Bayerisches Fernsehen (Schwaben/Altbayern) | 400             | ND                                     | H                                         |
| 48              | 687,25          | Tele 5                                     | 0,16            | ND                                     | H                                         |
| 56              | 751,25          | Sat.1 (Bayern)                             | 0,16            | ND                                     | H                                         |

Die Fernseh-Ausstrahlung wurde seit dem im Raum Regensburg vom Sender Hohe Linie übernommen, als DVB-T.